# Carl Wilhelm Freundlich
Carl Wilhelm Freundlich (Kuressaare, 1803. február 12. – Kaigu, Muhu, 1872. január 9.)  észt író.

## Élete
Saaremaa szigetén született, apja svéd származású volt, s orosz szolgálatban halt meg 1821-ben a Berezinai csatában. Anyja, Kristine ekkor Saaremaa-n volt házvezetőnő. Carl Wilhelm 1821-től itt volt ácsinas. 1825 és 1872 közt Muhu szigetén volt sekrestyés. 1835-ben vette feleségül Frederike Wilhelmine Hoffmannt (1813–1872), három fia és két lánya született. Protestáns iskolai tanárként, plébánosként, méhészként és erdészként is dolgozott. Termékeny szerző volt, s mindenekelőtt az észt vidéki lakosság iskolázottságán kívánt emelni. Együttműködött az észt nyelven megjelent Perno Postimees című lappal, írt az észt naptárakba, különböző történeteket és verseket fordított észtre. Két gyakorlati útmutatót is készített az észt gazdák számára: Pöllomehhe ait (1849) és Pöllomees (1864). Önállóan írt szépirodalmi munkáit gyakran szentimentálisnak és didaktikusnak tartják. Legismertebb munkái a Siin on Magdeburgi-linna hirmsast ärarikkumisest. Muhho-maa hundi jahhist. Jännese õhkamisest ja Rhhepappist luggeda (1837) és az Appolonius, Tirusse ja Sidoni kunningas (1846). Több, mint ötven verset jelentetett meg Berend Gildenmann költészeti gyűjteményeiben. Költészete általában a vidéki élet eseményeivel foglalkozott, rövid, négyütemű, páros rímű alkotásai ("knittelvers") népszerűek voltak a vidéki lakosság körében. Legismertebb versei a Saaremaa mehe mõtted 1846. aastal, a Teomehe elust, a Kalakese truudus és a Hobuse õhkamine voltak. Carl Wilhelm Freunndlich egy külön észt költészeti hagyomány alapjait fektette le. Ma már nagyrészt feledésbe merült.

## Versgyűjteményei
- Aedlikkud ello-luggud (1857)
- Aedlikkud laulud (posztumusz megjelenés, 1879)

## Fordítás
- Ez a szócikk részben vagy egészben  a   Carl Wilhelm Freundlich című német Wikipédia-szócikk ezen változatának fordításán alapul.  Az eredeti cikk szerkesztőit annak laptörténete sorolja fel. Ez a jelzés csupán a megfogalmazás eredetét és a szerzői jogokat jelzi, nem szolgál a cikkben szereplő információk forrásmegjelöléseként.